# George Malakov
Pour les articles homonymes, voir Malakov.
George Vassilyovitch Malakov (en ukrainien : Георгій Васильович Малаков, Gueorguiï Vassyl'ovytch Malakov ; en russe : Георгий Васильевич Малаков, Gueorgui Vassilievitch Malakov) est un graveur soviétique né en 1928 à Kiev et mort en 1979 dans la même ville. 
Malakov travaillait à Kiev, en RSS d'Ukraine. Il est connu pour son illustration du Décaméron de Boccace.